# N.W.A
N.W.A는 미국의 힙합 그룹이며, Niggaz Wit Attitudes(행동하는 흑인들)의 약자이다. 미국의 캘리포니아, 콤프턴 출신의 힙합그룹이다. 갱스터 랩(Gangsta rap)이라는 서브 장르에 큰 영향을 주었다고 평가받는다. 어떤 사람은 엔.더블유.에이는 힙합역사에서 가장 중요한 그룹이었다는 찬사를 보냈다.
그들의 활동은 1991 - 2001년까지 활동을 했으며 노골적인 가사로 미국의 라디오 방송에서 제한을 받았다. 그럼에도 불구하고 천만장의 CD가 팔렸다. 원래의 그룹 멤버는 아라비안 프린스(Arabian Prince), DJ 옐라(Dj Yella), 닥터 드레(Dr. Dre), 이지 이(Eazy-E), 아이스 큐브(Ice Cube), MC 렌(MC Ren)이지만 1989년 아라비안 프린스가 솔로로 나갔고, 아이스 큐브와 다른 멤버간의 분쟁으로 해체되었다. 몇 몇의 멤버는 1990년대에 들어와 플레티넘 판매를 기록하는 솔로로 활동하였다.
그들의 데뷔 음반 《스트레이트 아우타 콤프턴》(Straight Outta Compton)은 새로운 갱스터 랩 시대의 장을 열었다. 음반 제작과 가사에서 보여준 사회적 발언은 이 장르에서 혁명적인 것이었다. 롤링스톤(Rolling Stone)지는 N.W.A를 "백 명의 위대한 음악가"리스트에서 83위에 올렸다.

## 음반 목록
정규 음반
- Straight Outta Compton (1988)
- Niggaz 4 Life (1991)

EP
- 100 Miles and Runnin' (1990)

베스트 음반
- The Best Of N.W.A: The Strength Of Street Knowledge [Deluxe 20th Anniversary Edition CD+DVD] (2006)
- The Best Of N.W.A: The Strength Of Street Knowledge (Explicit CD) (2007)

컴필레이션
- N.W.A. and the Posse (1987)
- Greatest Hits (1996)
- Efil4zaggin (CD & DVD Combo) (2003)

트리뷰트 음반
- Straight Outta Compton (Repakage) (1989)